# St. Albanus (Schillingen)

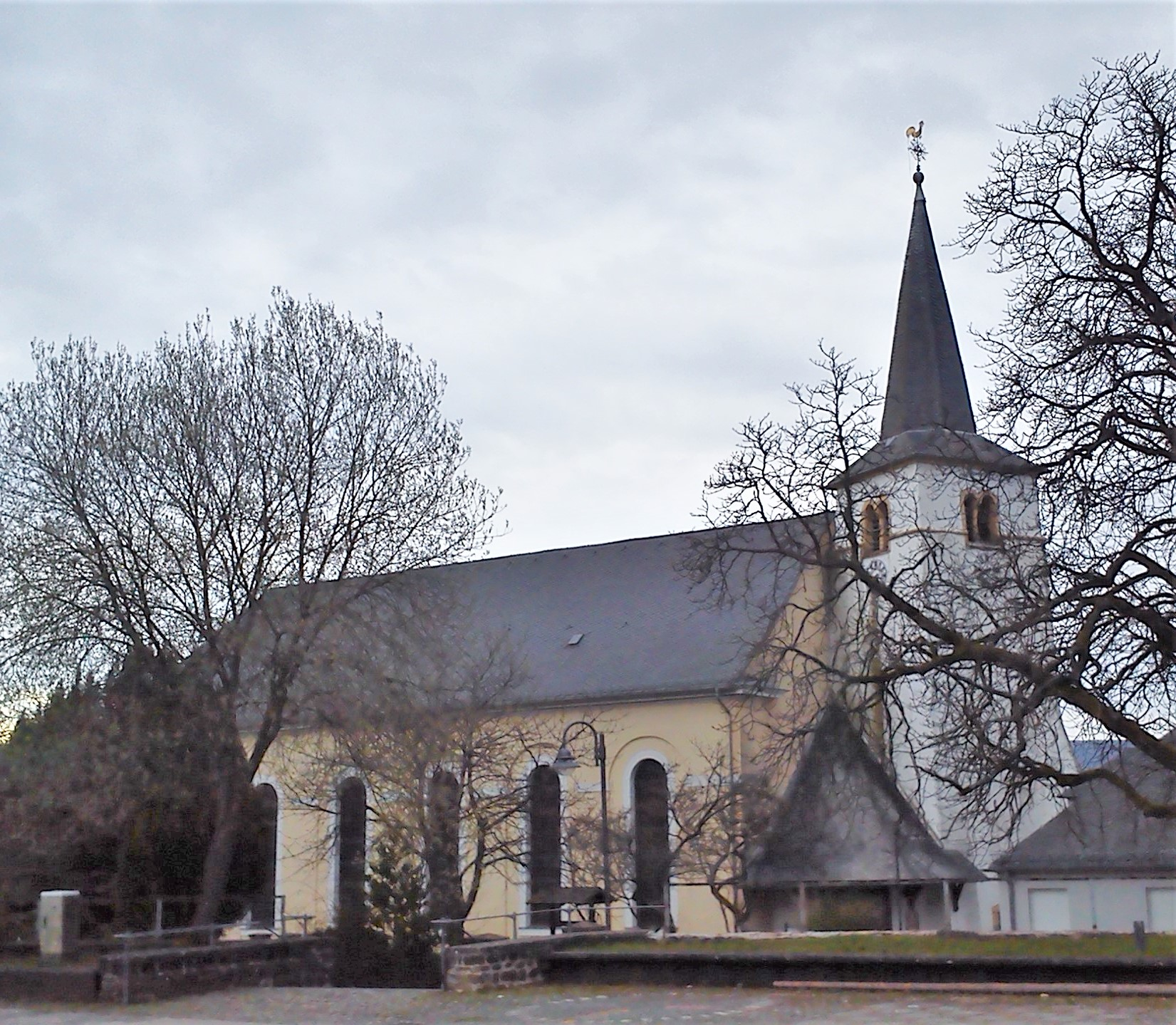
Blick vom Dorfplatz

Die Kirche St. Albanus in Schillingen ist die römisch-katholische Pfarrkirche der Pfarrei Herz Jesu Im Hochwald im Pastoralen Raum Hermeskeil des Bistums Trier. Der romanische Turm stammt aus dem 12. Jahrhundert und ist eines der ältesten noch erhaltenen Bauwerke der Region.
Der Turm steht um 32 Grad zur Längsachse der Kirche versetzt. Im Untergeschoss des Turmes etwa einen Meter unterhalb des Niveaus des Kirchenschiffes befindet sich eine Kapelle, deren Decke ein Kreuzgratgewölbe bildet.
Das heutige klassizistische Kirchenschiff stammt aus dem Jahre 1825. Die alte dreischiffige Kirche war bis auf den Turm abgebrochen worden.

## Geschichte

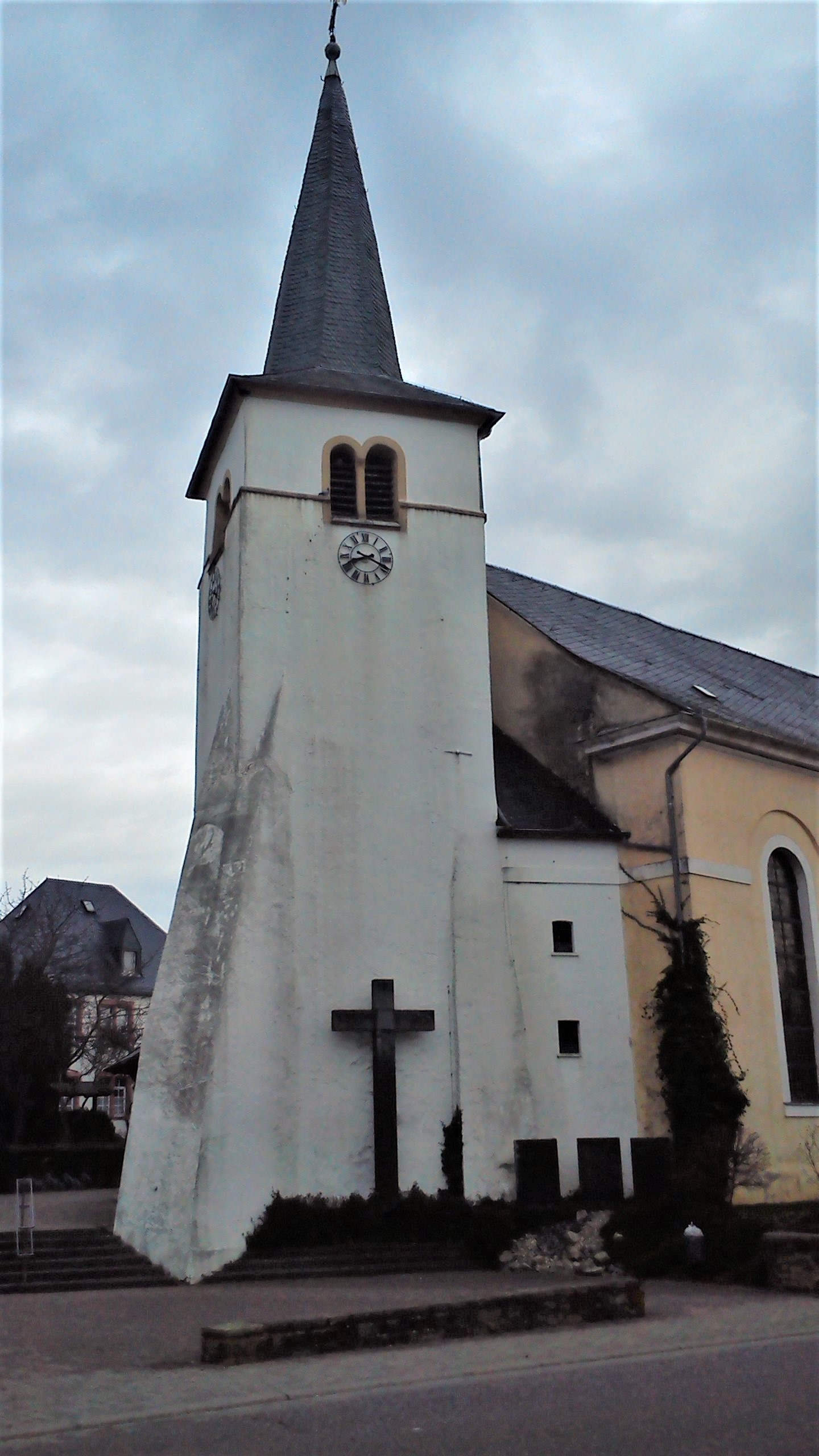
Turm von St. Albanus mit dem Gefallenehrenmal

Im 12. Jahrhundert wurde die erste Kirche mit dem erhaltenen frühgotischen Turm erbaut. Zu diesem Zeitpunkt war die Kirche zweischiffig.
Im Dreißigjährigen Krieg brannten große Teile der Kirche ab. Die Wiederherstellung dauerte bis zum Jahr 1703. Schon 1720 musste dann das Chorgewölbe erneuert werden. Nach 1740 wurde im Süden ein Seitenschiff angebaut, um mehr Platz für die Gläubigen zu schaffen. Die Kirche war damit dreischiffig.
1825 wurde dann das heutige, einschiffige Kirchenschiff erbaut.
Aus der alten Kirche stammt noch das gotische Triumphkreuz, das heute an einer Eisenkette über dem Hauptaltar hängt sowie der Taufstein unter der Empore (laut Inschrift).

## Ausstattung und Fenster
Die Fenster im Chorbereich zeigen Abraham, der bereit ist Isaak zu Opfern, Christi Himmelfahrt und Christus als König.
Zwei der zwölf Fenster des Kirchenschiffes zeigen den Patron Albanus sowie Maria. Die übrigen Fenster zeigen Ornamente.
Der Kreuzweg sowie die Kreuzigungsgruppe – beide im Nazarenerstil – stammen aus dem 19. Jahrhundert.
Auf dem rechten Seitenaltar steht eine barocke Madonna.
Der Altar, der Ambo sowie der Tabernakel wurden 2004 neu geschaffen und vom damaligen Bischof Reinhard Marx geweiht. Im Altar ist neben einer unbekannten Reliquie eine Reliquie der seligen Schwester Blandine Merten eingelassen.

## Orgel

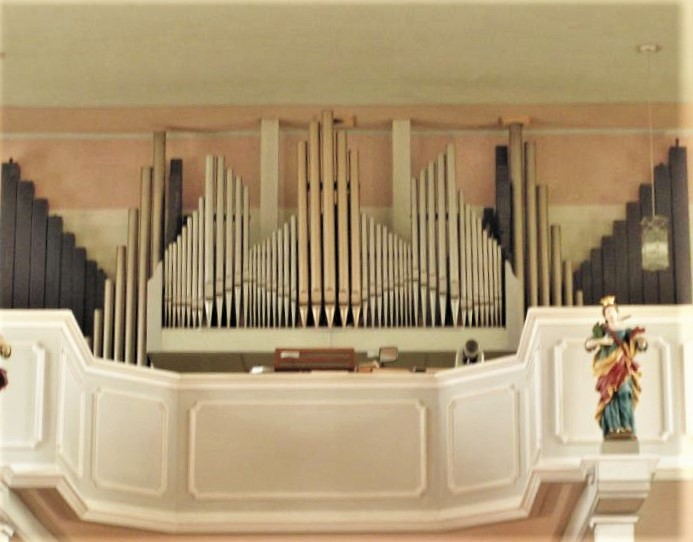
Gerhard-Orgel in St Albanus Schillingen

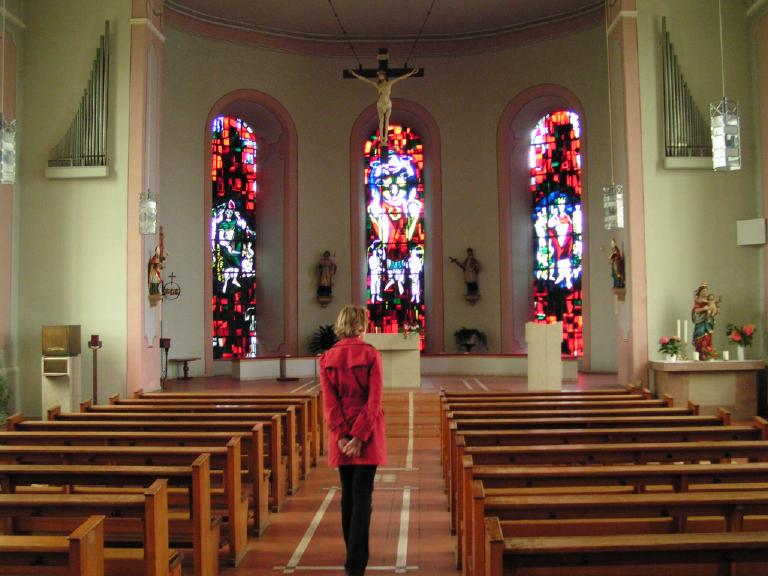
Altar und Fernwerk der Gerhard-Orgel in St Albanus Schillingen

Die Gerhard-Orgel wurde 1959 in der Pfarrkirche St. Albanus in Schillingen anstelle eines Instruments aus dem frühen 19. Jahrhundert aufgebaut. Sie hat einen ungewöhnlichen Aufbau. Im oberen Manual sind zwei Salizionalregister disponiert. Einer steht auf der Windlade auf der Empore, der andere hängt neben dem Altar als Fernwerk.
| I Hauptwerk C–f3 |               |       |
| 1.               | Prinzipal     | 8′    |
| 2.               | Bordun        | 8′    |
| 3.               | Praestant     | 4′    |
| 4.               | Flöte         | 4′    |
| 5.               | Quintflöte    | 2 ⁄3′ |
| 6.               | Schwegel      | 2′    |
| 7.               | Hörnlein      | 1'    |
| 8.               | Mixtur III–IV |       |

| II Oberwerk C–f3 |                         |               |
| 9.               | Gedackt                 | 8′            |
| 10.              | Salizional              | 8′            |
| 11.              | Italienischer Prinzipal | 4′            |
| 12.              | Flöte                   | 4′            |
| 13.              | Piccolo                 | 2'            |
| 14.              | Cymbel II               |               |
| 15.              | Salizional              | 8′ (Fernwerk) |

| Pedal C–f1 |                 |     |
| 16.        | Geigenprinzipal | 16′ |
| 17.        | Subbass         | 16′ |
| 18.        | Oktavbass       | 8′  |
| 19.        | Choralbass      | 4′  |
| 20.        | Bauernflöte     | 2'  |

- Koppeln: I/I, II/I (Sub), II/I (Super), I/P, II/P,
- Spielhilfen: Eine freie Kombination, Piano, Forte, Tutti